# Jeziornica
Jeziornica (Oziernica, daw. Jeziernica, biał. Азярніца) – wieś (dawniej miasteczko) na Białorusi, w obwodzie grodzieńskim, w rejonie słonimskim.
Znajduje tu się parafialna cerkiew prawosławna pw. św. Mikołaja Cudotwórcy, a także stacja kolejowa Jeziornica, położona na linii Baranowicze – Wołkowysk.

## Historia
Miasto magnackie położone było w końcu XVIII wieku w powiecie słonimskim województwa nowogródzkiego. 
W II Rzeczypospolitej w woj. nowogródzkim, w powiecie słonimskim. Należała do gminy Czemery. W 1921 roku miejscowość liczyła 528 mieszkańców. Po wojnie wieś weszła w struktury administracyjne Związku Radzieckiego.